# Gelbohrfledermäuse
Gelbohrfledermäuse (Vampyressa) sind eine Gattung in der Unterfamilie Fruchtvampire (Stenodermatinae) mit sechs Arten, die in Mittel- und Südamerika vorkommen.

## Merkmale
Der deutsche Name bezieht sich auf die gelben Kanten der abgerundeten Ohren. Das Fell dieser Fledermäuse hat eine hell- oder dunkelbraune bis graue Farbe. Bei einigen Arten kommen auffällige weiße Gesichtsstreifen vor und manche Arten haben einen andersfarbigen Rückenstreifen. Das Nasenblatt ist nach oben zugespitzt.
Gelbohrfledermäuse erreichen eine Kopf-Rumpf-Länge von 4,3 bis 6,5 cm, das Gewicht liegt etwa zwischen 9 und 12 g. Die Unterarme, welche die Flügelspannweite bestimmen sind 3,0 bis 3,8 cm lang. Äußerlich ist kein Schwanz sichtbar.

## Arten und Verbreitung
Zur Gattung Vampyressa gehören sechs Arten.
- Vampyressa elisabethae aus Kolumbien.
- Melissa-Gelbohrfledermaus (Vampyressa melissa), schmaler Streifen östlich der Anden von Venezuela bis Peru.
- Südliche Kleine Gelbohrfledermaus (Vampyressa pusilla), östliches Paraguay, südliches Brasilien und Nordostspitze Argentiniens.
- Nördliche Kleine Gelbohrfledermaus (Vampyressa thyone), südliches Mexiko bis nördliches Bolivien.
- Vampyressa villai aus dem südlichen Mexiko.
- Voragine-Gelbohrfledermaus (Vampyressa voragine), aus Kolumbien.

## Lebensweise
Das Verhalten dieser Fledermäuse ist noch recht unzureichend erforscht. Sie bilden am Ruheplatz kleine Gruppen mit zwei bis sieben Exemplaren, die aus großen Blättern eine Art Zelt als Schutz errichten. Vermutlich stellt die Gruppe einen Harem dar. Von Vampyressa nymphaea sind nur Gruppen aus einem Männchen, wenigen Weibchen und deren Nachkommen bekannt. Die Paarungszeit ist abhängig vom Verbreitungsgebiet. Wie andere Fruchtvampire fressen Gelbohrfledermäuse vorwiegend Früchte.

## Status
Die IUCN listet Vampyressa melissa als gefährdet (vulnerable), Vampyressa pusilla mit keine ausreichenden Daten (data deficient) und alle anderen als nicht gefährdet (Least Concern).

## Referenzliteratur
- Ronald M. Nowak: Walker's Mammals of the World. 2 Bände. 6. Auflage. Johns Hopkins University Press, Baltimore MD u. a. 1999, ISBN 0-8018-5789-9.